# Coleophora emberizella
Coleophora emberizella é uma espécie de mariposa do gênero Coleophora pertencente à família Coleophoridae.